# بروسینک
بروسینک (به فرانسوی: Brossainc) یک کمون در فرانسه است که در canton of Serrières واقع شده‌است. بروسینک ۴٫۳۸ کیلومتر مربع مساحت دارد ۴۲۰ متر بالاتر از سطح دریا واقع شده‌است.